# 요시무라 켄이치
요시무라 켄이치(ヨシムラ ケンイチ、吉村 謙一, 1974년 3월 29일 ~ )는 일본 출신의 배우이다.

## 학력
- 명지전문대학 사회체육학과

## 출연작

### 영화
- 《미스터 고》 (2013년) - 주니치 통역 역
- 《아이리스 2 : 더 무비》 (2013년)
- 《소녀이야기》 (2011년) - 목소리 출연
- 《가비》 (2011년) - 요시무라 역
- 《불꽃처럼 나비처럼》 (2009년) - 일본군 장교 1 역
- 《인사동 스캔들》 (2009년) - 구로다 센터 직원 역
- 《무방비도시》 (2008년) -  일본남 1 역
- 《기담》 (2007년) - 목소리 출연

### 드라마
- 《임진왜란 1592》 (KBS1, 2016년) - 소 요시토시 역
- 《화정》 (MBC, 2015년) - 마루노 상단 오른팔 역
- 《조선 총잡이》 (KBS2, 2014년) - 하세가와 한조 역
- 《빠스켓 볼》 (tvN, 2013년) - 형사부장 역
- 《아이리스 2》 (KBS2, 2013년) - 키무라 역
- 《마의》 (MBC, 2012년) - 일본 야쿠자 두목 역
- 《각시탈》 (KBS2, 2012년)
- 《더킹2Hearts》 (MBC, 2012년) - 호텔 지배인 역
- 《가시나무새》 (KBS2, 2011년) - 일본인 바이어 역
- 《생초리》 (tvN, 2011년) - 일본인 역
- 《이웃집 웬수》 (SBS, 2010년) - 일본인 디자이너 역
- 《제중원》 (SBS, 2010년) - 사토 역
- 《아이리스》 (KBS2, 2009년) - 내각조사실 요원 역
- 《그 남자의 나라》 (SBS, 2009년) - 사복형사 / 조사실 서기 역
- 《착신아리》 (TV아사히, 2005년)
- 《대장금》 (MBC, 2003년)
- 《야인시대》 (SBS, 2002년)